# میشل چانگ
مایکل چانگ (انگلیسی: Michelle Chang؛ زاده ۱ مارس ۱۹۷۷) یک دانشمند است.